# Фредеріка Шлезвіг-Гольштейн-Зондербург-Глюксбурзька
Фредеріка Кароліна Юліана Шлезвіг-Гольштейн-Зондербург-Глюксбурзька (дан. Frederikke Karoline Juliane af Slesvig-Holsten-Sønderborg-Glücksborg, нім. Friederike Karoline Juliane von Schleswig-Holstein-Sonderburg-Glücksburg, 9 жовтня 1811 — 10 липня 1902) — принцеса Шлезвіг-Гольштейн-Зондербург-Глюксбурзька, донька герцога Шлезвіг-Гольштейн-Зондербург-Глюксбурзького Фрідріха Вільгельма та принцеси Гессен-Кассельської Луїзи Кароліни, дружина князя Ангальт-Бернбургу Александра Карла. Регентка князівства у 1855—1863 роках.
Старша сестра короля Данії Крістіана IX.

## Біографія
Фредеріка народилася 9 жовтня 1811 року у Готторпі. Вона була другою дитиною та другою донькою в родині спадкоємного принца Фрідріха Вільгельма Шлезвіг-Гольштейн-Зондербург-Бек та його дружини Луїзи Кароліни Гессен-Кассельської. Дівчинка мала старшу сестру Марію, а згодом у неї з'явилися молодші брати Карл, Фрідріх, Вільгельм, Крістіан, Юлій, Йоганн та Ніколаус й сестра Луїза. Матір була меншою донькою ландграфа Гессен-Кассельського Карла та принцеси Луїзи Данської, а оскільки Фрідріх Вільгельм був незаможним, жили вони у Готторпському палаці разом із ними, літню пору року проводили в Луїзенлунді, де їм виокремили кілька кімнат.
У 1816 році батько успадкував титул герцога Шлезвіг-Гольштейн-Зондербург-Бекського. А в 1825 роув, разом із Глюксбурзьким замком, — герцога Шлезвіг-Гольштейн-Зондербург-Глюксбурзького. Він пішов з життя взимку 1831 року від запалення легень. Фредеріка за три роки, першою з братів та сестер, уклала шлюб.

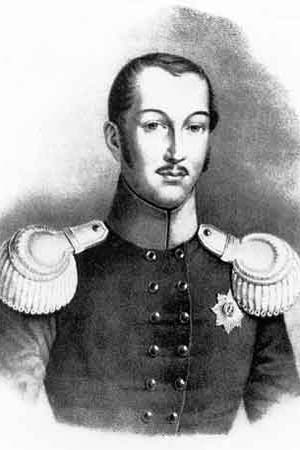
Александр Карл Бернбурзький

Принцеса вийшла заміж у 23-річному віці за правлячого герцога Ангальт-Бернбургу 29-річного Александра Карла. Весілля відбулося 30 жовтня 1834 року в Луїзенлунді. Дітей у подружжя не було. Мешкала пара у замку Балленштедта.
Александр Карл був слабкої статури і мав душевну хворобу, які сучасні дослідники вважають за шизофренію. Проте до 1855 року він продовжував керувати герцогством. У 1846 році країну із іншими німецькими державами поєднала залізниця, а у 1850 році була видана конституція.
У жовтні 1855 року хворобу Александра Карла визнали прогресуючою, і в листопаді він був перевезений у замок Хойм, де провів решту життя під наглядом свого камергера Вільгельма Кюгельгена. Фредеріка стала регенткою країни. Її правління було успішним. Вирішувалися соціальні проблеми, відбувався ровиток гірничодобувної справи.
Александр Карл пішов з життя 19 серпня 1863 року. Оскільки його шлюб із Фредерікою був бездітним, герцогство Ангальт-Берлебург перейшло до ще одного представника династії Асканіїв, його кузена Леопольда IV Фрідріха, який, приєднавши його до Ангальт-Дессау-Кетена, створив об'єднане герцогство Ангальт. Фредеріка продовжувала жити у Балленштедтському замку. Після смерті чоловіка політикою вона не займалася, присвятивши себе благодійності.  
У листопаді того ж року її брат Крістіан зійшов на данський престол.
Фредеріка прожила довге життя і померла у Балленштедті у липні 1902 року у 90-річному віці. Похована поруч із чоловіком у князівській крипті замкової кірхи Бернбурга.

## Титули
- 9 жовтня 1811 — 6 липня 1825 — Її Світлість Принцеса Фредеріка Шлезвіг-Гольштейн-Зондербург-Бекська;
- 6 липня 1825 — 30 жовтня 1834 — Її Світлість Принцеса Фредеріка Шлезвіг-Гольштейн-Зондербург-Глюксбурзька;
- 30 жовтня 1834 — 19 серпня 1863 — Її Світлість Герцогиня Ангальт-Бернбурзька;
- 19 серпня 1863 — 10 липня 1902 — Її Світлість Вдовіюча Герцогиня Ангальт-Бернбурзька.

## Нагороди
Великий хрест ордену Святої Катерини (Російська імперія) (20 листопада 1884).

## Вшанування пам'яті
У місті Бернбург на її честь названа одна із трьох місцевих шкіл.